# Nikolaj Petrow (Politiker)

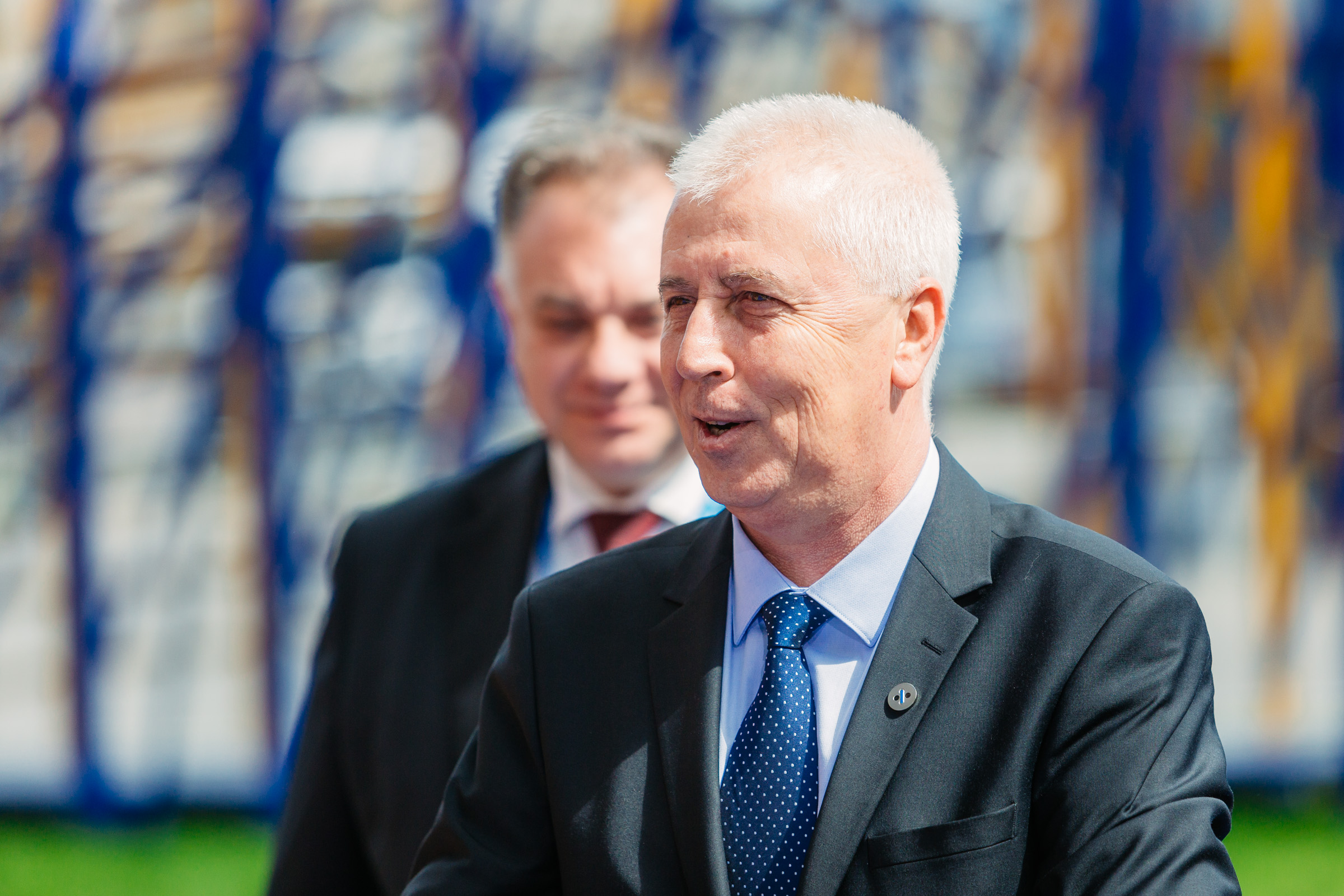
Nikolaj Petrow

Nikolaj Petrow (bulgarisch Николай  Петров; * 29. August 1959 in Sredez) ist ein bulgarischer Politiker, Mediziner und Generalmajor der bulgarischen Armee. Er war vom 4. Mai bis zum 10. November 2017 Gesundheitsminister im Kabinett Borissow III.

## Ausbildung
Er studierte Medizin an der Medizinischen Universität Warna. 2001 erwarb er den Doktortitel in Medizin und bereits 2002 wurde er zum „Associate Professor“ gewählt. Im Jahr 2012 wurde er zum Professor in der Anästhesie und Intensivmedizin habilitiert.
Er spricht Englisch, Französisch und Russisch.

## Karriere
Nikolaj Petrow ist seit 2009 Präsident der Gesellschaft der Anästhesisten in Bulgarien, im Mai 2014 wurde er zum Vizepräsidenten des Weltverbands für intravenöse Anästhesie gewählt und ist seit dem 3. Juni 2014 Direktor der Medizinischen Militärakademie Bulgariens. Er ist Generalmajor der bulgarischen Armee. Bereits 2013 war er Gesundheitsminister im Kabinett Rajkow.  Vom 4. Mai bis zum 10. November 2017 war er Gesundheitsminister im Kabinett Borissow III.

## Privates
Er ist verheiratet und hat drei Kinder.